# كيتين
في الكيمياء العضوية، الكيتين هو مركب عضوي على شكل RR'C=C=O، حيث R و R' هما مجموعتان كيميائيتان عشوائيتان أحاديتا التكافؤ (أو موقعان بديلان منفصلان في نفس الجزيء). قد يشير الاسم أيضًا إلى مركب الإيثينون المحدد H2C=C=O، وهو أبسط كيتين. على الرغم من أنها مفيدة للغاية، إلا أن معظم الكيتينات غير مستقرة. وعند استخدامها كواشف في إجراء كيميائي، يتم توليدها عادةً عند الحاجة إليها، وتستهلك بمجرد (أو أثناء) إنتاجها.